# 福井県道194号西尾鯖江停車場線
福井県道194号西尾鯖江停車場線（ふくいけんどう194ごう にしおさばえていしゃじょうせん）は福井県越前市と同県鯖江市を結ぶ一般県道である。

## 路線概要
福井県内の第2位と第3位の人口を持つ市同士を結ぶ役割を担う県道である。路線名は西尾鯖江停車場線となっているが、起点の交叉点の正確な位置は西尾町ではなく微妙にだが大手町側にある。停車場線とはなっているがこの大手町、西尾町附近の最寄の駅はJR武生駅もしくは王子保駅であり、鯖江駅までいく必要は全く無い。そのため、ただ単に鯖江市と越前市を南北に結ぶということが最も重要な役割といえる県道である。

### 路線データ
- 起点：福井県越前市大手町
- 終点：同県鯖江市柳町（鯖江駅）

## 通過する自治体
- 福井県
  - 越前市 - 鯖江市

## 路線状況
起点附近は軒先をかすめる狭路だが、その他の区間は片側一車線が確保されている。特に越前市と鯖江市の境目附近の道路は、歩道や路肩もあり非常に高規格な道路といえる。越前市は西側が主に発展している地域のため、東側を走るこの道は西側の同様の役割を担う道路に比べ、交通量が少なく通行しやすいというメリットがある道である。国道8号と平行して走っている県道なので国道8号の渋滞の多い越前市内を避け、こちらの県道を使う人もまま見られる。さらに迂回路としても使われる利用価値の高い県道である。

## 接続道路
- 国道8号
- 国道417号
- 福井県道2号武生美山線（重複）
- 福井県道134号鯖江停車場線（終点）
- 福井県道201号菅生武生線（起点）
- 福井県道262号武生インター東線

## 沿線
- ハピラインふくい線 鯖江駅
- 仁愛大学

## 別名
- 三里山通り（鯖江市）